# Elachiptera octoseta
Elachiptera octoseta är en tvåvingeart som beskrevs av Cherian 1975. Elachiptera octoseta ingår i släktet Elachiptera och familjen fritflugor. Inga underarter finns listade i Catalogue of Life.